# Lolita Pop
Lolita Pop är ett svenskt rockband från Örebro som var aktivt under åren 1979–1991. Bandet återförenades 2019 De noterades för framgångar på Sveriges albumlista under 1980-talet och tidigt 1990-tal.
Bandets kärna består av sångerskan Karin Wistrand samt gitarristerna Sten Booberg och Benkt Svensson som skrivit merparten av musiken. Slagverkaren/saxofonisten Per Eriksson är också en av de långvarigaste medlemmarna. Lolita Pop har spelat in åtta studioalbum (som sålts i cirka 150 000 exemplar) samt ungefär 800 spelningar i Sverige, övriga Europa och USA. Populäraste låtarna var Tarzan on a Big Red Scooter, Hey Winner, Mind Your Eye och Bang Your Head.

## Karriär

### Första åren
Lolita Pop bildades till premiären av musikklubben Rockmagasinet i Örebro den 26 maj 1979. Bredvid Rockmagasinet låg en porrklubb där en ”Fröken Lolita” uppträdde, vilket inspirerade till bandnamnet. 
Repertoaren bestod mest av covers på låtar av bland andra Iggy Pop, Lou Reed, Roxy Music och Television. Låtarna framfördes på svenska i humoristiska översättningar - Iggy Pops ”I'm bored, I'm the chairman of the bored” blev “Jag är led, jag står sist i alla led” och Televisions ”Elevation, don't go to my head” blev ”Stoppa hissen, min skalle blir platt”. Per Eriksson designade klistermärken med bandets namn och gav till vänner som skulle ut och resa. Resultatet blev att Lolita Pops namn kunde ses i Stockholm, Hamburg, Paris, New York, New Delhi och Peking långt innan bandet spelat utanför den egna klubben. Per Eriksson kom sedan att även designa de flesta av bandets skivomslag.
Så småningom byttes coverlåtarna mot eget material. Lolita Pops första album Falska Bilder gavs ut av Pipaluckbolaget 1982. Arvet från New York-bandet Television hörs tydligt i Benkt Svenssons gitarrsolo i Svart och Skitigt. Punkiga Guld här? blev så småningom dataspelsmusik i spelet Invasion Gotland, en svensk variant av Battlefield Vietnam.
1983 bytte bandet skivbolag till Mistlur och gav ut två album. Inför inspelningen av  Fem Söker En Skatt hoppade trumslagaren Peter Olsen av och ersattes av bandets saxofonist Per Eriksson. Basisten Thomas Johansson hoppade av inför inspelningen av Irrfärder. Han fortsatte dock att skriva sångtexter genom hela Lolita Pops karriär. Ersättare blev konstnären Ulf Lernhammar som hade varit med att bilda Lolita Pop 1979 och var då, utklädd till präst, sångare och gitarrist på bandets allra första spelning. 
Efter att mest ha turnerat i Sverige började Lolita Pop 1984 rikta blickarna mot utlandet. Bandet gav ut albumet Lolita Pop, med engelskspråkiga versioner av tidigare utgivna låtar, och gjorde ett par Europaturnéer.
Ulf Lernhammar hoppade 1985 av inför inspelningen av Lolita Pops sista svenskspråkiga skiva Att Ha Fritidsbåt. Benkt Svensson tog över basspelet. Spelningar i USA resulterade i skivkontrakt med amerikanska Virgin Records. Bandets vänskap med Television-gitarristen Richard Lloyd ledde till att Eriksson, Olsen och Johansson medverkade på hans album Fields Of Fire.
1986 kom Matts Alsberg från stockholmsbandet Rost in som basist och Benkt Svensson återgick till gitarr.
Virgin Records gav 1987 ut Lolita Pop, en engelsk version av Att Ha Fritidsbåt kompletterad med de nyskrivna låtarna Bang Your Head och Mind Your Eye. ”Bang Your Head” hamnade på soundtracket till amerikanska filmen Hiding Out. ”Mind Your Eye” användes i Colin Nutleys film Nionde Kompaniet och i Maria Gripes film Agnes Cecilia. I Sverige nominerades skivan till en Grammis.
Karin Wistrand sjöng 1988 duetten Stanna hos dig med Orup. Låten låg på Trackslistan i sex veckor. Matts Alsberg lämnade Lolita Pop och ersattes av Henrik Melin från Örebrobandet Mr Krystal Party. 1989 gav Lolita Pop ut Love Poison, bandets första skiva skriven direkt på engelska. Hey Winner och Tarzan On A Big Red Scooter hamnade på svenska topplistorna - ”Tarzan…” låg på Sommartoppen hela sommaren och nådde första platsen i augusti. ”Hey Winner” blev filmmusik i Colin Nutleys Heartbreak Hotel och TV-serien Tusenbröder.  Grammisnominering igen. Utlandslanseringen kom dock av sig när Benkt Svensson och Per Eriksson lämnade bandet efter tio år.
Lolita Pop släppte 1990 sitt sista album Blumenkraft med Fredrik Blank som ny gitarrist och Christer "Muttis" Björklund på trummor. Även denna nominerades till en Grammis. Så småningom ersattes Björklund av Magnus "Norpan" Eriksson. Bandet fortsatte att turnera fram till 1991. Karin Wistrand och Fredrik Blank arbetade sedan med Karins soloalbum ”Solen” som släpptes 1993. Sten Booberg frilansade som gitarrist hela 1990-talet och spelade med bland andra Ulf Lundell, Olle Ljungström, Uno Svenningsson, Orup och Idde Schultz. Fredrik Blank spelade med bland andra Staffan Hellstrand och Idde Schultz.
Lolita Pop har varit sparsamma med återföreningar. Originalsättningen från 1987 återförenades tre gånger inför publik under 1990-talet, bland annat på Slottsfesten i Örebro i juli 1997 inför cirka 10 000 personer.
2019 återförenades bandet igen och genomförde under hösten 2019 konserter på nio platser i Sverige. 2019 års upplaga av Lolita på turné bestod av Karin Wistrand, sång, Benkt Söderberg och Sten Booberg på gitarr, Rickard Donatello på bas och Bobo Ölander på trummor.
Lolita pop har fortsatt att turnera efter 2019, sommaren 2025 var de ute på turné med Nomads, Staffan Hellstrand. Lolita Pop och Staffan Hellstrand & The Nomads – Köp biljetter | Kulturaktiebolaget

## Medlemmar
- Karin Wistrand, sång, gitarr (1979–1992)
- Sten Booberg, gitarr (1979–1992)
- Benkt Svensson (i dag Benkt Söderberg), gitarr, bas (1979–1989)
- Per Eriksson (i dag Per Ståhlberg), trummor, saxofon (1979–1989)
- Thomas Johansson, bas (1979–1983)
- Peter Olsen, trummor (1980–1983)
- Ulf Lernhammar, bas (1983–1984)
- Matts Alsberg, bas (1986–1987)
- Henrik Melin, bas (1987–1992)
- Fredrik Blank, gitarr (1989–1992)
- Christer "Muttis" Björklund, trummor (1989–1990)
- Magnus ”Norpan” Eriksson, trummor (1990–1992)
- Rickard Donatello, bas (2019-)
- Bobo Ölander, trummor (2019-)

## Diskografi
LP, Pipaluckbolaget 1982 (PLP 2)

Låtar:
1. Svart Och Skitigt
2. Guld Här
3. Ser Ett Berg
4. Brev Utan Papper
5. Minne Från Igår
6. Teater
7. Kärlekens Pedaler
8. Falska Bilder
9. Efter Regnet
10. Hjälp Mig Glömma

LP, Mistlur 1983 (MLR 28) 

Låtar:
1. Drömmer
2. Salta diamanter
3. Solen
4. En ton
5. Beklagar
6. Har en vän
7. Barrikaden
8. Seglar
9. Gråljuset
10. Tid att gå

LP, Mistlur 1983 (MLR 38)

Låtar:
1. Centrifug
2. Viskningar
3. Söker En Skatt
4. Minnet Av Ditt Skratt
5. Släng Katten I Väggen
6. Universums Under
7. Mot Ett Annat Mål
8. Spår Och Min Saknad
9. En Efter En

LP, Mistlur 1984 (MLR 40)

Låtar:
1. Traces I'm longing
2. Whispers
3. See a mountain
4. A memory of laughter
5. The treasure hunt
6. Throw the cat in the wall
7. Briny diamonds
8. Sunshine again
9. Angels are
10. A universal wonder

LP, Mistlur 1985 (MLR 44)

Låtar:
1. Långa Tåg
2. Klockan Tickar
3. Fåglar Av Is
4. Satelliter Och Raketer
5. Skepp Kommer Lastat
6. Regn Av Dagar
7. Två X Två
8. Stilla Natt
9. Kuggar
10. Dynastier

- LP, Mistlur 1987 (MLR 56)
- CD, Mistlur 1987 (MLRCD 56)
- CD, Virgin 1987 (CDV 2472)
- MC, Virgin 1987 (4-90620)
- MC, Virgin 1987 (7-90620-4)
- LP, Virgin 1987 (1-90620)
- CD, Virgin 1987 (2-90620)
- LP, Virgin 1987 (VJL-28038)

Låtar:
1. Ship Comes Loaded
2. Mess Of Machinery
3. Bang Your Head
4. Trains Of Longing
5. Birds Of Ice
6. Mind Your Eye
7. Keep On
8. Two X Two
9. Clock Is Ticking
10. Rain Of Days

- LP, Mistlur 1989 (MLR 66)
- CD, Mistlur 1989 (MLRCD 66)

Låtar:
1. Tarzan On A Big Red Scooter
2. Realize
3. Hey Winner
4. A Song From Under The Floorboards
5. Calling In The Rain
6. Catcher In The Rye
7. Invisible Man
8. Trapped Again
9. Good Days
10. Love Poison
11. Just A Goodbye

- LP, Mistlur 1990 (MLR 77)
- CD, Mistlur 1990 (MLRCD 77)

Låtar:
1. Live Forever
2. Wingbeats Of The Night
3. Here She Comes
4. She's Gone
5. Please Don't Cry
6. Precious You
7. Say No More
8. Pay The Piper
9. Sheltering Sky
10. Come To Me
11. Princess (Endast CD)

CD, MNW 1993 (MNWCD 248)

Låtar:
1. Svart Och Skitigt
2. Salta Diamanter
3. Solen
4. Viskningar
5. Släng Katten I Väggen
6. Långa Tåg
7. Fåglar Av Is
8. Regn Av Dagar
9. See A Mountain
10. Mind Your Eye
11. Bang Your Head
12. Tarzan On A Big Red Scooter
13. Hey Winner
14. Calling In The Rain
15. Precious You
16. Pay The Piper
17. Here She Comes

2CD MNW 2008 (MNWCD 20-45)

Låtar:
1. Mind your eye
2. Hey winner
3. Tarzan on a big red scooter
4. Bang your head
5. Calling in the rain
6. Ship comes loaded
7. Mess of machinery
8. Trains of longing
9. Birds of ice
10. Rain of days
11. Live forever
12. Here she comes
13. Pay the piper
14. See a mountain
15. A song from under the floorboards
16. Love poison
17. Just a goodbye
18. Look for the white horses
19. Långa tåg
20. Klockan tickar
21. Fåglar av is
22. Salta diamanter
23. Spår och min saknad
24. Släng katten i väggen
25. Skepp kommer lastat
26. Regn av dagar
27. Två x två
28. Drömmar
29. Solen
30. Viskningar
31. Söker en skatt
32. Universums under
33. 2000 år
34. Svart och skitigt
35. Guld här?

### Singlar
Kärlekens Pedaler

7", Pipaluckbolaget 1981 (PLS 3)
1. Kärlekens Pedaler
2. Guld här?

Jorduppgång

7", Mistlur 1982 (MLRS-30)
1. Jorduppgång
2. Änglar Finns

Kuggar

12” Mistlur 1985 (MLRDJ-04)
1. Kuggar
2. Långa Tåg

2000 År

7", Mistlur 1985 (MLRS-46)
1. 2000 År
2. Hällande Regn

Mind Your Eye 

7", Mistlur 1987 (MLRS 53)
1. Mind Your Eye
2. Birds Of Ice

Bang Your Head

- 12", Mistlur 1987 (MLRDJ 9)
- 12”, Virgin 1987 (PR 2077)

1. Bang Your Head
2. Bang Your Head

Bang Your Head

7", Mistlur 1988 (MLRS 62)
1. Bang Your Head
2. Rain Keeps Pouring

Bang Your Head

12”, Virgin 1988 (VST 1024)
1. Bang Your Head
2. Rain Keeps Pouring
3. Birds Of Ice

Hey Winner

7", Mistlur 1989 (MLRS 67) 
1. Hey Winner
2. A Song From Under The Floorboards

Tarzan On A Big Red Scooter

7", Mistlur 1989 (MLRS 70)
1. Tarzan On A Big Red Scooter
2. Look For The White Horses

Pay The Piper

7", Mistlur 1990 (MLRS 81)
1. Pay The Piper
2. Come To Me

Here She Comes

7", Mistlur 1990 (MLRS 84)
1. Here She Comes
2. Princess

Live Forever

7", Mistlur 1991 (MLRS 85)
1. Live Forever
2. Pay The Piper

### Fotnoter
1. ↑  Håkan Steen (24 maj 2019). ”Lolita Pop återförenas” (på svenska). Aftonbladet. https://www.aftonbladet.se/nojesbladet/musik/a/50WKmz/lolita-pop-aterforenas. Läst 22 oktober 2019.
2. ↑  ”Discography Lolita Pop” (på engelska). Swedishcharts. https://swedishcharts.com/showinterpret.asp?interpret=Lolita+Pop. Läst 22 oktober 2019.
3. ↑  Kulturaktiebolaget. ”Lolita Pop och Staffan Hellstrand & The Nomads – Köp biljetter”. Kulturaktiebolaget. https://www.kulturaktiebolaget.se/evenemang/lolita-pop-och-staffan-hellstrand-the-nomads. Läst 6 augusti 2025.